# ژان-کلود شرر
ژان-کلود شرر (انگلیسی: Jean-Claude Scherrer؛ زاده ۲۰ ژوئیهٔ ۱۹۷۸) یک تنیس‌باز اهل سوئیس است.